# Monda Asembleo Socia
Monda Asembleo Socia (MAS, deutsch: Weltweite Soziale Versammlung) ist eine internationale Esperanto-sprachige Organisation, die im Jahre 2005 in Havanna, Kuba, während des dortigen Landeskongresses des Kubanischen Esperanto-Vereins (Kuba Esperanto-Asocio) von Lesern der Zeitung Le Monde diplomatique en Esperanto gegründet wurde. 
Ihr Ziel war, nicht nur die Artikel dieser Zeitung zu lesen, sondern auch selbst aktiv zu werden. Die Aktivität ihrer Mitglieder besteht bis nun hauptsächlich in Diskussionen zu internationalen politischen und kulturellen Fragen sowie aus der Herausgabe von Büchern. 
Bis August 2014 sind bei der MAS 107 Bücher erschienen.